# Калмукофф, Курт
Курт Калмукофф (нем. Kurt Kalmukoff; 10 февраля 1892 — 13 августа 1941) — германский военачальник, генерал-лейтенант (1941, посмертно), участник Первой и Второй мировых войн. Погиб в время немецкого наступления на Гомель.

## Биография
Поступил на военную службу в 1910 году, с 1911 года — лейтенант. 
Участвовал в Первой мировой войне. 18 августа 1915 года произведён в обер-лейтенанты, 18 августа 1918 года — в капитаны. Получил за заслуги Железный крест обоих классов (1914), а также Рыцарский крест ордена дома Гогенцоллернов.
После поражения — в рейхсвере. С 1931 года — майор, с 1934 года — подполковник, 1 апреля 1937 года получил звание полковника. Накануне Второй мировой войны 26 августа 1939 года назначен командиром 162-го пехотного полка, участвовал в Польской (1939) и Французской (1940) кампаниях. 
1 апреля 1941 года получил звание генерал-майора, 22 мая 1941 года назначен командиром 31-й пехотной дивизии, командовал ей в войне против СССР, в составе группы армий «Центр» участвовал в Белостокско-Минском и Смоленском сражениях. Во время немецкого наступления на Гомель 13 августа 1941 года машина, в которой генерал-майор К. Калмукофф ехал вместе с адъютантом, наехала на противотанковую мину, при этом они оба погибли. Посмертно получил звание генерал-лейтенанта.